# Stanisław Jaśkowski

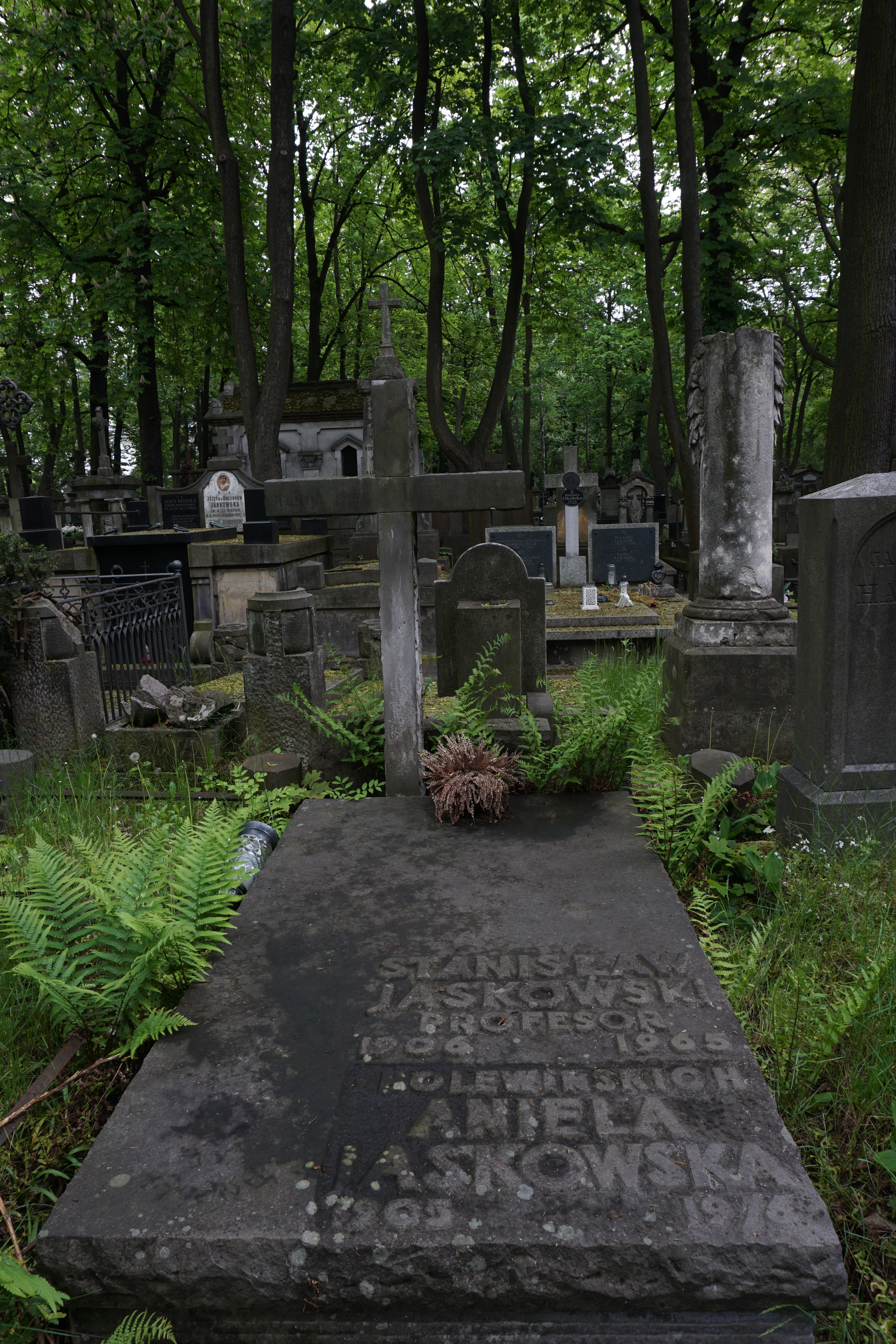
Grób Stanisława Jaśkowskiego na cmentarzu Powązkowskim

Stanisław Jaśkowski (ur. 22 kwietnia 1906 w Warszawie, zm. 16 listopada 1965 tamże) – polski logik, profesor i rektor Uniwersytetu Toruńskiego. Był studentem Jana Łukasiewicza i członkiem szkoły lwowsko-warszawskiej, wniósł wkład do teorii dowodu i semantyki.
Jaśkowski jest uważany za jednego z twórców dedukcji naturalnej, którą odkrył niezależnie od Gerharda Gentzena w latach trzydziestych XX wieku (ujęcie Gentzena zyskało początkowo większą popularność ze względu na możliwość dowiedzenia twierdzenia o eliminacji cięć, jednak podejście Jaśkowskiego jest bliższe temu, jak przeprowadzane są dowody w praktyce). Również jako jeden z pierwszych zaproponował formalny rachunek logiki parakonsystentnej, a ponadto był pionierem w badaniu zarówno logiki intuicjonistycznej, jak i logiki wolnej.

## Życiorys
Pochodził z rodziny ziemiańskiej, był synem Feliksa Marcina i Kazimiery z Dzierzbickich. W roku 1924 ukończył gimnazjum realne w Zakopanem, następnie podjął studia matematyczne na Uniwersytecie Warszawskim, gdzie uczestniczył w seminarium logiki matematycznej prowadzonym przez Jana Łukasiewicza. Już w czasie studiów aktywnie uczestniczył w zjazdach matematyków polskich (we Lwowie w 1927 roku i w Wilnie cztery lata później), ogłaszając ważne prace. Studia, przerwane na rok kuracją w Szwajcarii, ukończył w 1932 roku z tytułem doktora filozofii. Pracę dyplomową poświęcił systemowi założeniowemu logiki formalnej. Kontynuując współpracę z Łukasiewiczem rozpoczął przygotowania do rozprawy habilitacyjnej, nie zdążył jednak otworzyć przewodu przed wybuchem II wojny światowej.
Jako ochotnik brał udział w wojnie obronnej 1939 roku (m.in. w obronie Warszawy), potem przebywał w majątku ziemskim Wólka (powiat Rawa Mazowiecka). W 1942 roku był krótko więziony przez Niemców, później do końca okupacji przebywał w majątku ojca. W kwietniu 1945 roku podjął wykłady zlecone na zakładanym Uniwersytecie Łódzkim, otworzył również przewód habilitacyjny na Uniwersytecie Jagiellońskim. Już jesienią tegoż roku przeniósł się na Uniwersytet Toruński, gdzie po obronie habilitacji (rozprawa Trzy przyczynki do dwuwartościowego rachunku zdań) został w 1946 roku mianowany profesorem nadzwyczajnym. Objął katedrę logiki matematycznej, a wobec choroby profesora Juliusza Rudnickiego (kierującego I katedrą matematyki) zajął się również organizacją Seminarium Matematycznego. Obok wykładów z logiki matematycznej prowadził zajęcia z analizy matematycznej, teorii mnogości, geometrii różniczkowej i rachunku prawdopodobieństwa.
Od 1950 roku był związany jednocześnie z Państwowym Instytutem Matematycznym PAN, gdzie wypromował na doktora nauk matematycznych swojego asystenta Lecha Dubikajtisa. W 1957 roku otrzymał nominację na profesora zwyczajnego. W latach 1946–1951 przewodniczył Komisji Egzaminacyjnej Wydziału Matematyczno-Przyrodniczego, organizował następnie Wydział Matematyki, Fizyki i Chemii. Był prodziekanem (1952–1953) i dziekanem tego Wydziału (1953–1954), następnie prorektorem ds. nauki (1956–1959) i wreszcie rektorem Uniwersytetu (1959–1962). Należał do grona założycieli i został pierwszym prezesem oddziału Polskiego Towarzystwa Matematycznego w Toruniu.
Ogłosił m.in. książki popularnonaukowe O symetrii i zdobnictwie w przyrodzie (1952) i Matematyka ornamentu (1957). Zajmował się opracowaniem programu nauczania matematyki w szkołach średnich. Zmarł po ciężkiej chorobie w wieku 59 lat i został pochowany na warszawskich Powązkach. Był żonaty z Anielą Holewińską (od 1937), córką Stefana Holewińskiego.
Należał do Polskiej Korporacji Akademickiej Patria w Warszawie, w której w roku akademickim 1930/31 pełnił funkcję wiceprezesa.
Spoczywa na cmentarzu Powązkowskim w Warszawie (kwatera 20, rząd 4, miejsce 5).